# 貝姓
貝姓為中文姓氏之一，在《百家姓》中排名第110位，据统计全国贝姓人口约5万人。在现代，貝姓集中於江苏省、浙江省、广东省和广西壮族自治区，在其他地區為罕見姓氏。

## 起源
燕召公庶流後裔食邑於「郥」 （又作「貝」，今河北清河），稱為「貝卿」，其後裔以「貝」為姓。

## 延伸阅读
[在维基数据编辑]
 《百家姓》
 《欽定古今圖書集成·明倫彙編·氏族典·貝姓部》，出自陈梦雷《古今圖書集成》